# Actaea racemosa
Actaea racemosa (nombre vulgar: cimífuga, que también es el nombre común de otras plantas) es una especie de planta medicinal de la familia Ranunculaceae. 

## Distribución
Es originaria del este de Norteamérica desde el extremo sur de Ontario al centro de Georgia, y al oeste a Missouri y Arkansas. Crece en una gran variedad de hábitats forestales, y con frecuencia se encuentra en pequeñas aberturas del bosque. Las raíces y los rizomas han sido utilizados medicinalmente por los americanos nativos. Extractos de estos materiales vegetales se cree que poseen propiedades de analgésicos, sedantes, y antiinflamatorio. Hoy en día, los preparativos de Actaea racemosa (tinturas o tabletas de materiales secos) se usan principalmente para tratar los síntomas asociados con la menopausia.

## Descripción

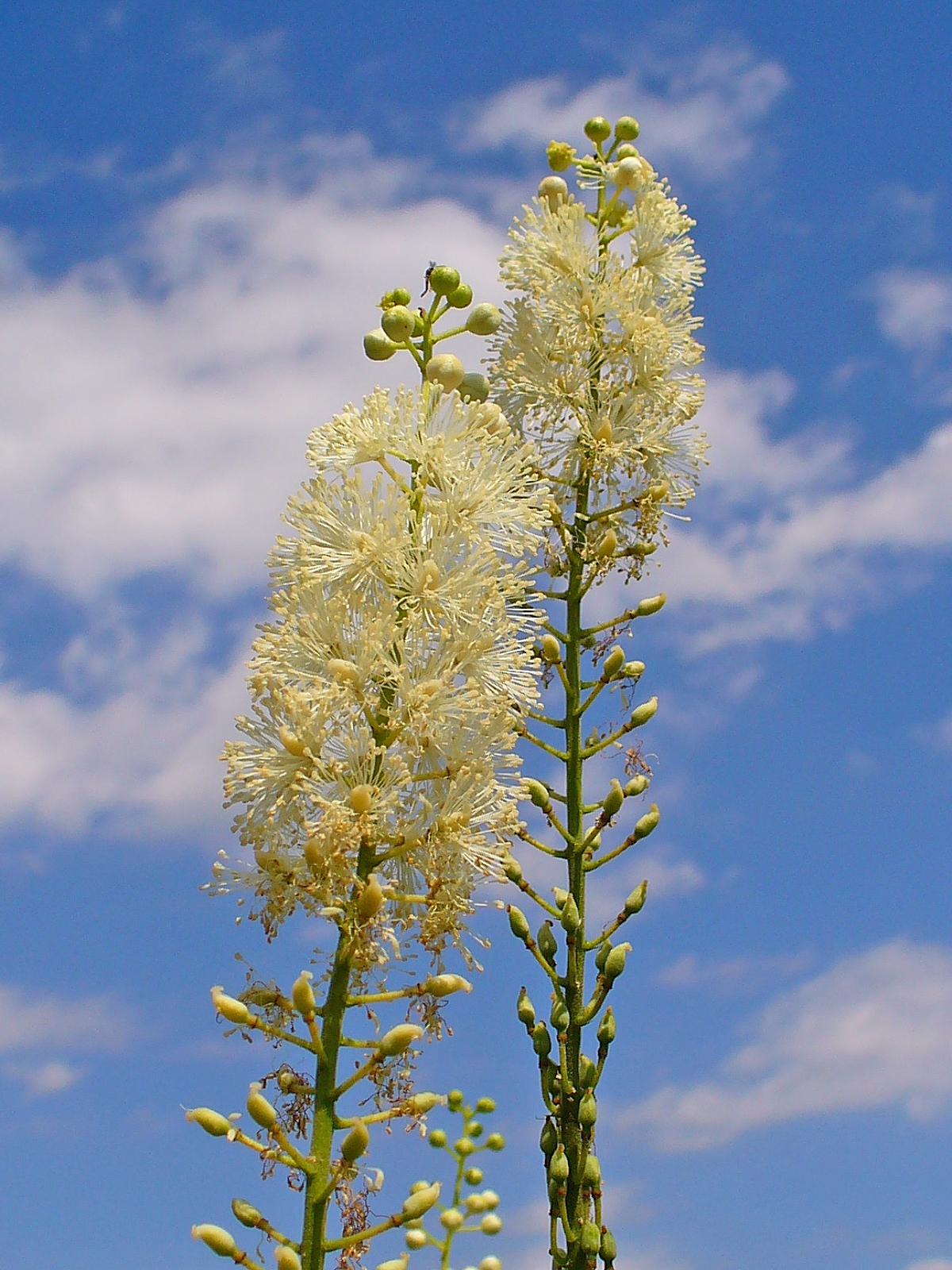
Actaea racemosa inflorescencia

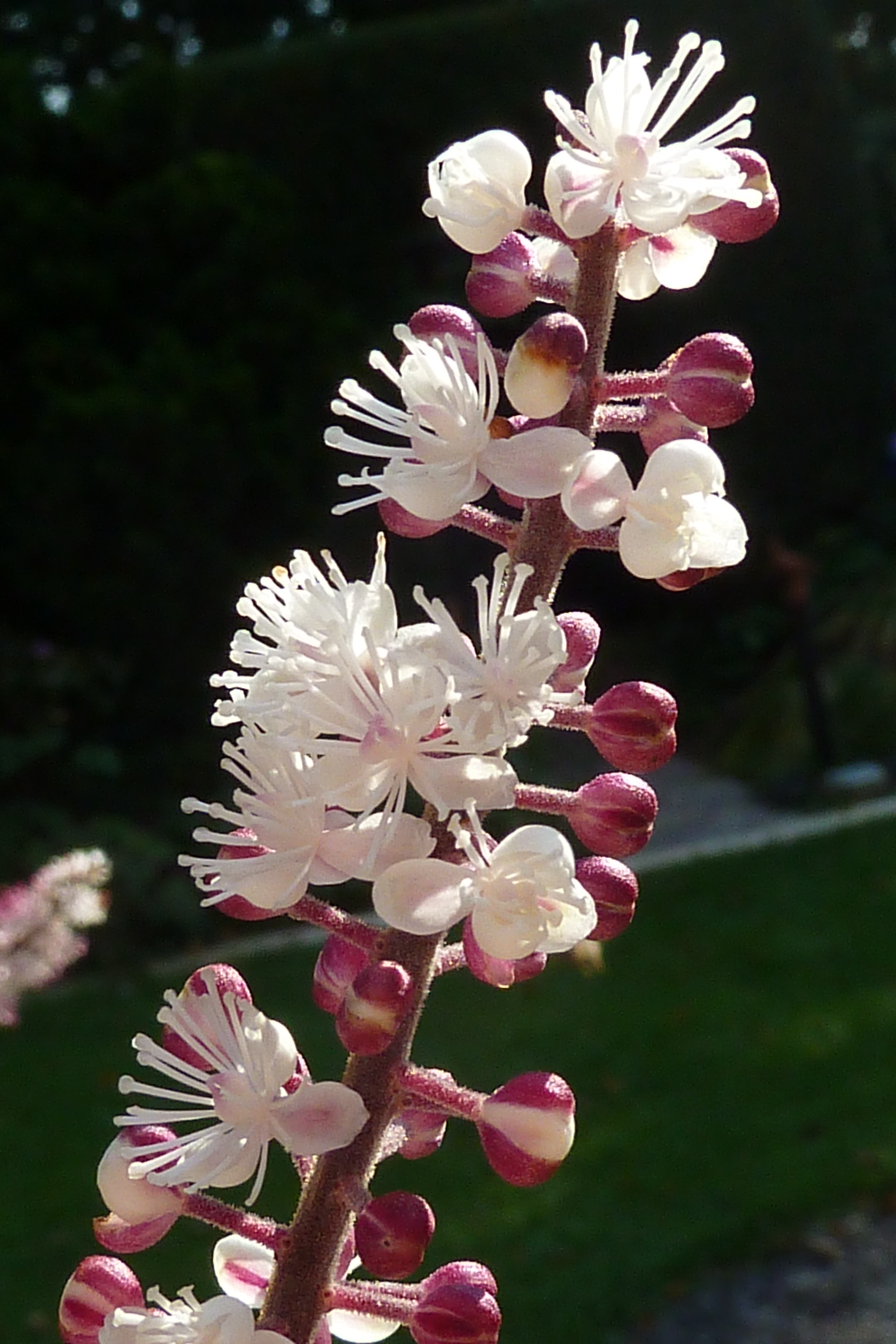
Detalle de las flores

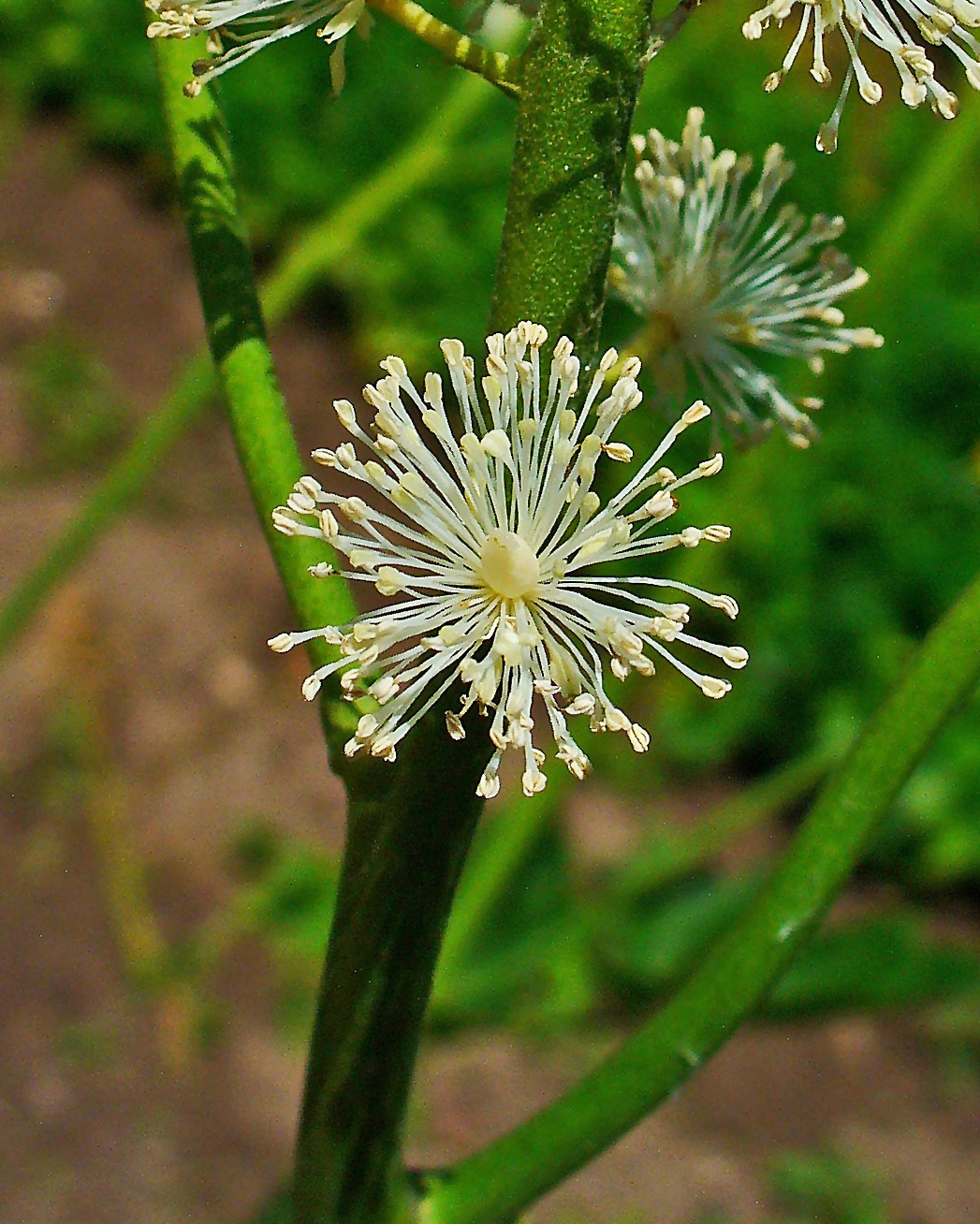
Flor

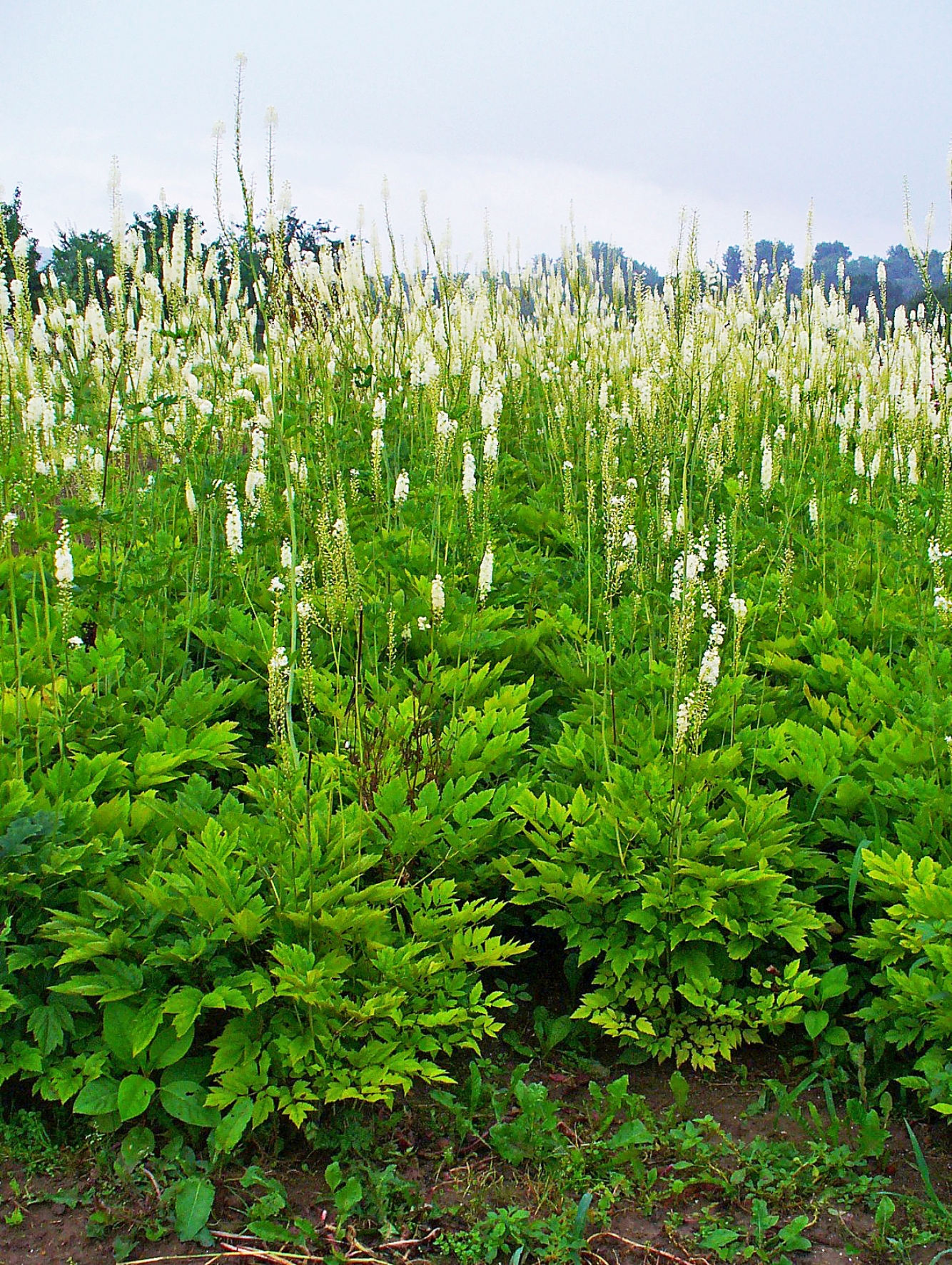
Vista de la planta

Actaea racemosa es una planta herbácea perenne que produce grandes hojas compuestas de un metro  desde un rizoma, alcanzando una altura de 25 a 60 centímetros. Las hojas basales miden hasta 1 metro de largo y ancho, formando repetidas series de tres foliolos (compuesto tripinnado) tienen un margen grueso dentado (en forma de sierra). Las flores se producen a finales de primavera y principios del verano en un tallo alto, de 75 a 250 centímetros de altura, formando racimos de hasta 50 centímetros  de largo. Las flores no tienen pétalos o sépalos, y consisten en grupos reducidos de 55 a 110 estambres blancos de 5-10 mm de largo, que rodean un estigma blanco. Las flores tienen un marcado aroma de carácter dulce, olor fétido que atrae a las moscas, mosquitos y escarabajos.  La fruta seca es un folículo de 5-10 mm de largo, con un solo carpelo, que contiene varias semillas.

## Cultivo
A. racemosa crece en forma fiable en el suelo húmedo, bastante pesado. Lleva racimos altos  de flores blancas en tallos nervudos negro-púrpura, con olor medicinaldesagradable. Las cabezas de las semillas secas permanecen en el jardín durante muchas semanas. Sus hojas profundamente cortadas, de color burdeos en la variedad "atropurpurea", añaden interés a los jardines, donde el calor del verano y la sequía no la hacen morir, lo que la convierten en un popular jardín perenne. Se ha ganado el premio Award of Garden Merit de la Royal Horticultural Society.

## Usos medicinales

### Uso histórico
Los nativos americanos utilizaban Actaea racemosa para el tratamiento ginecológico y otros trastornos, incluyendo el dolor de garganta, problemas renales y depresión. Después de la llegada de los colonos europeos a los EE. UU., continuaron el uso medicinal de la planta que apareció en la Farmacopea de los EE. UU. en 1830 bajo el nombre de "negro snakeroot". En 1844 A. racemosa ganó popularidad cuando el Dr. John King, un médico ecléctico, lo utiliza para tratar trastornos reumáticos y nerviosos. Otros médicos eclécticos de la mitad del siglo XIX utilizaron Actaea racemosa para una variedad de enfermedades, incluyendo endometritis, amenorrea, dismenorrea, menorragia, la esterilidad, severos dolores posparto, y para aumentar la producción de leche materna.

### Uso contemporáneo
Se utiliza en la actualidad principalmente como un suplemento dietético comercializado para las mujeres como remedio para los síntomas de la tensión premenstrual, la menopausia y otros  problemas ginecológicos. Sin embargo, su uso en el tratamiento de estas enfermedades es motivo de controversia, con algunos estudios que arroja dudas sobre su eficacia. El diseño y la dosis de las preparaciones de A. racemosa juegan un importante papel en el resultado clínico, y las investigaciones recientes con compuestos puros que se encuentran en Actaea racemosa han identificado algunos de los efectos beneficiosos de estos compuestos en las vías fisiológicas que subyacen a los trastornos relacionados con la edad como la osteoporosis. De acuerdo con algunos estudios controlados que incluyeron un número suficientemente elevado de participantes para determinar la significación estadística de los resultados clínicos, el uso  parece ser seguro, pero ineficaz para el tratamiento de los sofocos menopáusicos. Los extractos han sido reportados como que tienen actividades vasorrelajantes.
Compuestos bioactivos
Como la mayoría de las plantas, sus tejidos y órganos contienen muchos compuestos orgánicos con actividad biológica.  Los fitoestrógenos  compuestos originalmente había sido implicados en los efectos de los extractos de Actaea racemosa en los síntomas vasomotores en mujeres menopáusicas. Otros estudios, sin embargo, han señalado la ausencia de efectos estrogénicos y los compuestos  en los materiales que contienen Actaea racemosa. Hallazgos recientes sugieren que algunos de los efectos fisiológicos clínicamente relevantes de Actaea racemosa puede ser debido a los compuestos que se unen y activan los receptores de serotonina, y un derivado de la serotonina con alta afinidad a los receptores de serotonina, Nω-Metilserotonina, se ha identificado en Actaea racemosa. Complejas moléculas biológicas, tales como triterpenos glucósidos (por ejemplo cicloartenol), se ha demostrado que reducen la pérdida ósea inducida (osteoporosis) mediante el bloqueo de la osteoclastogénesis en in vitro y en modelos in vivo.
Es usado como cardiotónico, antiespasmódico, antineurálgico, emenagogo, afrodisíaco, diurético, sudorífico, estomacal, astringente, expectorante.
Tradicionalmente se ha usado como insecticida, en especial para exterminar los piojos.
Se usa en homeopatía para problemas durante el embarazo, parto y postparto. Dolores irregulares, punzantes o de shock. Depresión, tristeza, pesimismo.
Es incompatible con las sales de hierro y los alcoholes.
En la terapia floral californiana, es utilizado para aprender a afrontar los aspectos oscuros del propio yo y de los demás. Personas con carisma y magnetismo que atraen de forma natural a mucha gente y situaciones difíciles que deben aprender a confrontar.
Principios activos
Contiene ácido palmítico, oleico, salicílico; principio amargo, fitosterina, saponina, tanino.

### Alerta sanitaria
La Agencia Española de Medicamentos y Productos Sanitarios (AEMPS), basándose en un comunicado recibido por parte del Comité de Plantas Medicinales de la EMEA (Agencia Europea de Medicamentos), alertó en 2006 respecto de la posible asociación del uso del extracto “Cimicifugae racemosae rhizoma” con lesiones hepáticas agudas. No obstante, los indicios no parecían concluyentes.
Sin embargo, debido a la gravedad potencial del problema y como medida de precaución, la AEMPS, en línea con la nota publicada por la EMEA, recomienda seguir las siguientes pautas:
Recomendaciones a los pacientes
- Se debe suspender el consumo de productos que contienen el extracto de la raíz de Cimicifuga racemosa y consultar al médico si se observa uno o más de los siguientes síntomas: cansancio anormal, dolor de estómago con náuseas, orina de color coñac o piel y blanco de los ojos amarillentos (ictericia).

- Los pacientes que hayan sufrido anteriormente alguna enfermedad o alteración del hígado no deben iniciar el uso de estos medicamentos; si estuvieran ya tomándolos, deben consultar a su médico sobre la conveniencia de continuar con el tratamiento.

- Los usuarios del producto que no hayan experimentado ninguna anomalía y hayan observado una clara mejoría en los síntomas relacionados con la menopausia, pueden continuar con su consumo.

Recomendaciones a los profesionales sanitarios
- Se debe interrogar a los pacientes sospechosos de tener una lesión hepática aguda, sin una clara etiología, si utilizan plantas medicinales, ya sea en forma de productos farmacéuticos o adquiridas en herbolarios u otros establecimientos, y concretamente acerca de productos que contengan Cimicifuga racemosa.

- Si se sospecha en algún caso la relación de la lesión hepática con los productos que contengan Cimicifuga racemosa, deben notificarlo lo antes posible al centro de farmacovigilancia correspondiente de su Comunidad Autónoma.

## Taxonomía
Actaea racemosa fue descrita por Carlos Linneo y publicado en Species Plantarum 1: 504, en 1753.
Etimología
Ver: Actaea
racemosa: epíteto latino que significa "con racimos".
Sinonimia
- Actaea gyrostachya Wender.
- Actaea monogyna Walter
- Actaea orthostachya Wender.
- Botrophis actaeoides Raf. ex Fisch. & C.A.Mey.
- Botrophis pumila Raf.
- Botrophis serpentaria Raf.
- Cimicifuga americana Muhl.
- Cimicifuga racemosa (L.) Nutt.
- Cimicifuga serpentaria Pursh
- Cimicifuga serpentaria var. orthostachya Wender.
- Macrotrys actaeoides Raf.
- Macrotrys racemosa Sweet
- Megotrys serpentaria Raf.
- Thalictrodes racemosa (L.) Kuntze[22]